# Бекенов, Елжас
Елжас (Ильяс) Бекенов (1892, аул Караагаш, Таинчинская волость, Петропавловский уезд, Акмолинская область, Российская империя — 30 июня 1938) — казахский писатель, общественный деятель, литературный критик.

## Биография
Родился в ауле Караагаш Петропавловского уезда Акмолинской области.
С 11 лет начал батрачить у бая. С 1912 года работает грузчиком на паровой мельнице, шахтером в Судженских угольных копях Томской губернии, железнодорожным рабочим станции Петропавловск. В 1916 году призывается на работы в прифронтовой полосе. В 1920 году был членом Кокчетавского ревкома и заведовал отделом народного образования. В 1921 году вступил в ряды партии.
С 1922 года по 1924 год учился на рабфаке в Оренбурге, а потом переходит на работу в редакцию республиканской газеты «Енбекши казах». В 1929 году по решению крайкома был назначен заместителем редактора, а потом редактором газеты «Кенес аулы». После учёбы на редакторском отделении курсов марксизма-ленинизма при ЦК ВКП(б) назначен заместителем редактора республиканского партийного журнала «Ауыл коммунисты». Одновременно работает научным сотрудником Казахского института марксизма-ленинизма.
В 1934 году назначается редактором западно-казахстанской областной газеты «Екпенди курылыс», затем северо-казахстанской областной газеты «Ленин туы». С 1936 по 1938 год работал политредактором Казлито.
Елжас Бекенов был членом Казахской ассоциации пролетарских писателей (КазАПП) со дня её организации, а в 1928 году избран в состав правления КазАППа и выполнял обязанности ответственного секретаря.
Скончался 30 июня 1938 года.

## Творчество
В 1922 году в журнале «Кзыл Казахстан» был опубликован первый рассказ Елжаса Бекенова «Подлость судьи». Позже на страницах этого же журнала Бекенов выступал со стихами и рассказом «Националист».
Сборник рассказов Елжаса Бекенова «Светлое будущее бедняка» издан в 1929 году. Значительное место в творчестве Елжаса Бекенова занимает его произведение «Как Жамила стала грамотной», в котором писатель показал изменение общественного положения казахской женщины после Октябрьской революции.
В 1929 году Елжас Бекенов выпустил сборник художественных очерков «На новых рельсах» — о жизни, быте и трудовой доблести строителей Туркестано-Сибирской железной дороги.
Цикл рассказов «Радость в Октябрьские дни» (1927), «Ескендир» (1928), «Кровь облита слезой» (1929), «Дочь большевика» и «В объятия матери» (1937) посвящён гражданской войне. В других рассказах — «Картина сегодняшнего аула» (1929), «Звонок» (1930), «Сознание Курмана», «Талпак» (1934) — писатель поднимает тему коллективизации.

## Работа в области литературной критики
Елжас Бекенов работал и в области литературной критики, он написал статьи о творчестве безвременно скончавшейся поэтессы Шолпан Иманбаевой, о поэме Сабита Муканова «Батрак вчера и сегодня» (1928) и другие. В 1935 году вышла его книга «Национальное движение и национальная литература».

## Интересные факты
- Сакен Сейфуллин посвятил свою поэму «Кокшетау» числу писателей, среди которых Елжас Бекенов.
- Сын Елжаса Бекенова Булат Ильясович Бекенов продолжил творческий путь отца и в настоящее время занимается литературной деятельностью. В 2003 году вышла книга с рассказами Булата Бекенова «Құмырсқаның көлеңкесі» («Тень муравья»).
- Одна из улиц в г.Кокшетау названа в честь Елжаса Бекенова.